# Amirouche Nait-Chabane
Amirouche Naït-Chabane né en 1964 est un chanteur algérien kabyle et un militant engagé en faveur de la Kabylie.
Amirouche est son nom de scène ; son nom véritable est Hmali Ramdane. Il a grandi dans la commune d’Ath-Leqsar, et a suivi des études secondaires à Bouira.
Il a composé des textes qui, selon La Dépêche de Kabylie, « avaient défié l’intégrisme durant le début des années 90, comme El Hdjab (Le voile), Ahlilou, Afrirou (Le fanatique intégriste), El Zayer Thughal d’el Iran (Alger est devenue l’Iran) ».
Il a rendu hommage à Matoub Lounès célèbre chanteur kabyle militant de la cause berbère, assassiné en 1998,.
Disposant de trop peu de moyens, privé de soutien économique, il doit exercer le métier de cabaretier. Le journaliste et réalisateur Meziane Ourad déplore dans Le Matin d'Agérie que "l’argent des généraux" ne serve pas à aider les "créateurs algériens", nombreux à être "chassés, pourchassés, devenus presque mendiants sous les cieux des pays étrangers".
En 2019, les médias Liberté et El Watan relaient la nouvelle de son enlèvement suivi de sa libération, ; il est retrouvé "inanimé dans une forêt", mais "sain et sauf" selon L'Expression.